# Onofre Bachs i Cuixart
Onofre Bachs i Cuixart   (Badalona, c. 1800 - Badalona, 18 d'abril de 1872) va ser un propietari rústic català, que va ser alcalde de Badalona el 1830, el 1843-1844 i el 1854.
Va néixer cap a l'any 1800 a Badalona, fill i hereu del badaloní Marià Bachs i de la martinenca Francesca Cuixart. La casa pairal dels Bachs es trobava a la cantonada de la riera de Sant Jeroni amb la carretera Reial, tram corresponent avui a l'avinguda de Francesc Macià. Les seves terres s'estenien pels antics veïnats de Llefià i Sistrells. Es va casar amb Francesca Suñol i Pujades, de Sant Gervasi de Cassoles, amb qui va tenir almenys nou fills, dels quals cal destacar Miquel, l'hereu del patrimoni, Esteve, que va ser un industrial del sector paperer, i Onofre, un destacat capità de la Marina Mercant.
Immers en la política municipal des del regnat de Ferran VII, va ocupar el càrrec de batlle el 1830, moment del qual es destaca la publicació d'un ban, en qualitat d'encarregat de la policia de la vila de Badalona i, per tat, de mantenir l'ordre de la vila, en el què demanava respectar els bans de policia i bon govern de les autoritats supramunicipals i els bans dels batlles precedents. Ja establert l'estat liberal regnant Isabel II, va ser de nou alcalde entre 1843 i 1844, després que fos cessat Pere Vehils poc abans de la fi, i segurament a conseqüència, dels fets de la Jamància, essent el primer alcalde l'anomenada Dècada Moderada. El 1845, en qualitat de propietari, va formar part d'una comissió ciutadana organitzada ad hoc per l'Ajuntament de Badalona per donar legalitat al cementiri de la població, llavors en estat precari, i per tal d'adquirir els terrenys als propietaris. També va ser el darrer alcalde del període el 1854, abans del Bienni Progressista. Durant aquell any va haver una epidèmia de còlera que va afectar Badalona, i com a alcalde i en representació dels veïns, Bachs va pronunciar un vot de poble a sant Sebastià, a qui va prometre la celebració d'extraordinaris cultes religiosos si els deslliurava de la malaltia. Una setmana més tard, l'epidèmia gairebé havia desaparegut, i es va pronunciar un solemne tedèum a Santa Maria de Badalona.
No torna a fer-se present a la política local fins després de la Revolució de 1868, quan va incorporar-se com a regidor i segon tinent d'alcalde en el consistori provisional encapçalat per Martí Planas i Planas, designat per la Junta Revolucionària. Després de les eleccions municipals del mateix any, es va mantenir com a regidor fins a 1870. Va morir dos anys més tard, el 18 d'abril de 1872, a Badalona.